# La Hérie
La Hérie ist eine französische Gemeinde mit 121 Einwohnern (Stand: 1. Januar 2022) im Département Aisne in der Region Hauts-de-France. Sie gehört zum Arrondissement Vervins, zum Kanton Hirson und zum Gemeindeverband Trois Rivières.

## Lage
Die Gemeinde La Hérie liegt im Nordosten der Thiérache am Fluss Ton, fünf Kilometer südwestlich von Hirson. Nachbargemeinden von La Hérie sind Buire im Norden, Éparcy im Osten, Landouzy-la-Ville im Süden sowie Origny-en-Thiérache im Westen.

## Bevölkerungsentwicklung
| Jahr                       | 1962 | 1968 | 1975 | 1982 | 1990 | 1999 | 2009 | 2015 | 2022 |
| Einwohner                  | 200  | 176  | 179  | 192  | 168  | 164  | 154  | 151  | 121  |
| Quellen: Cassini und INSEE |      |      |      |      |      |      |      |      |      |

## Sehenswürdigkeiten
- Kirche Saint-Pierre, Monument historique seit 1989[2]

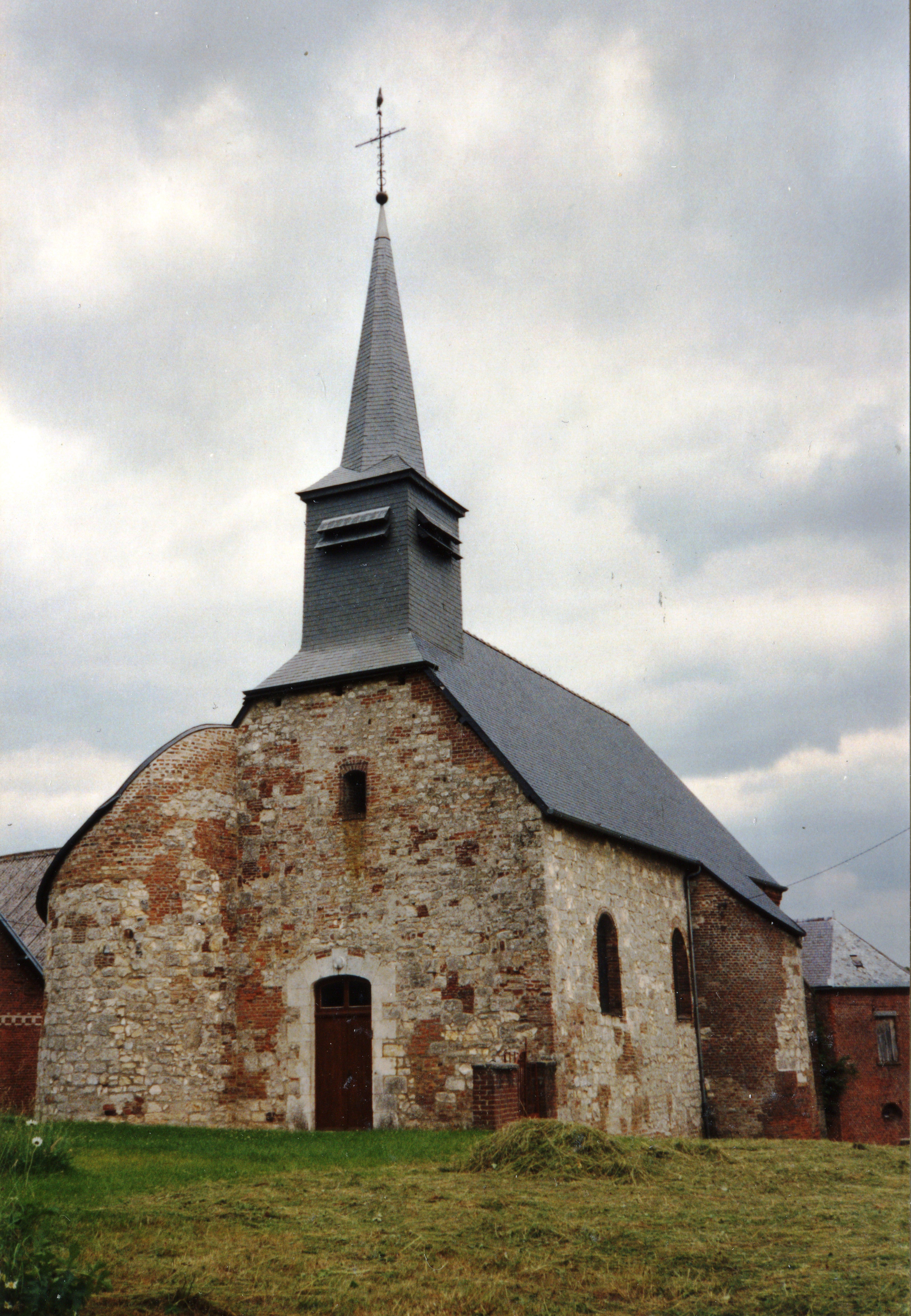
Kirche Saint-Pierre
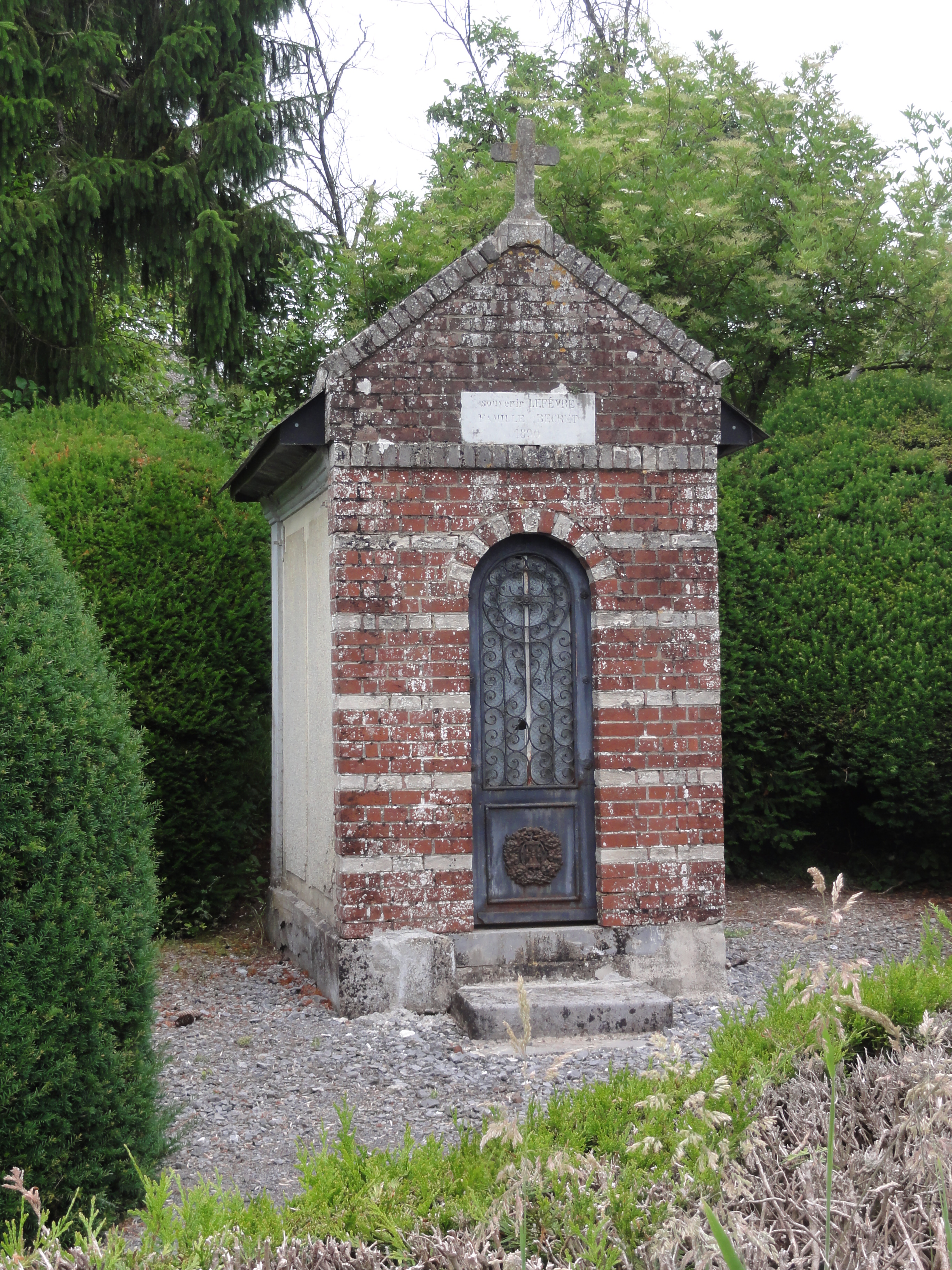
Oratorium
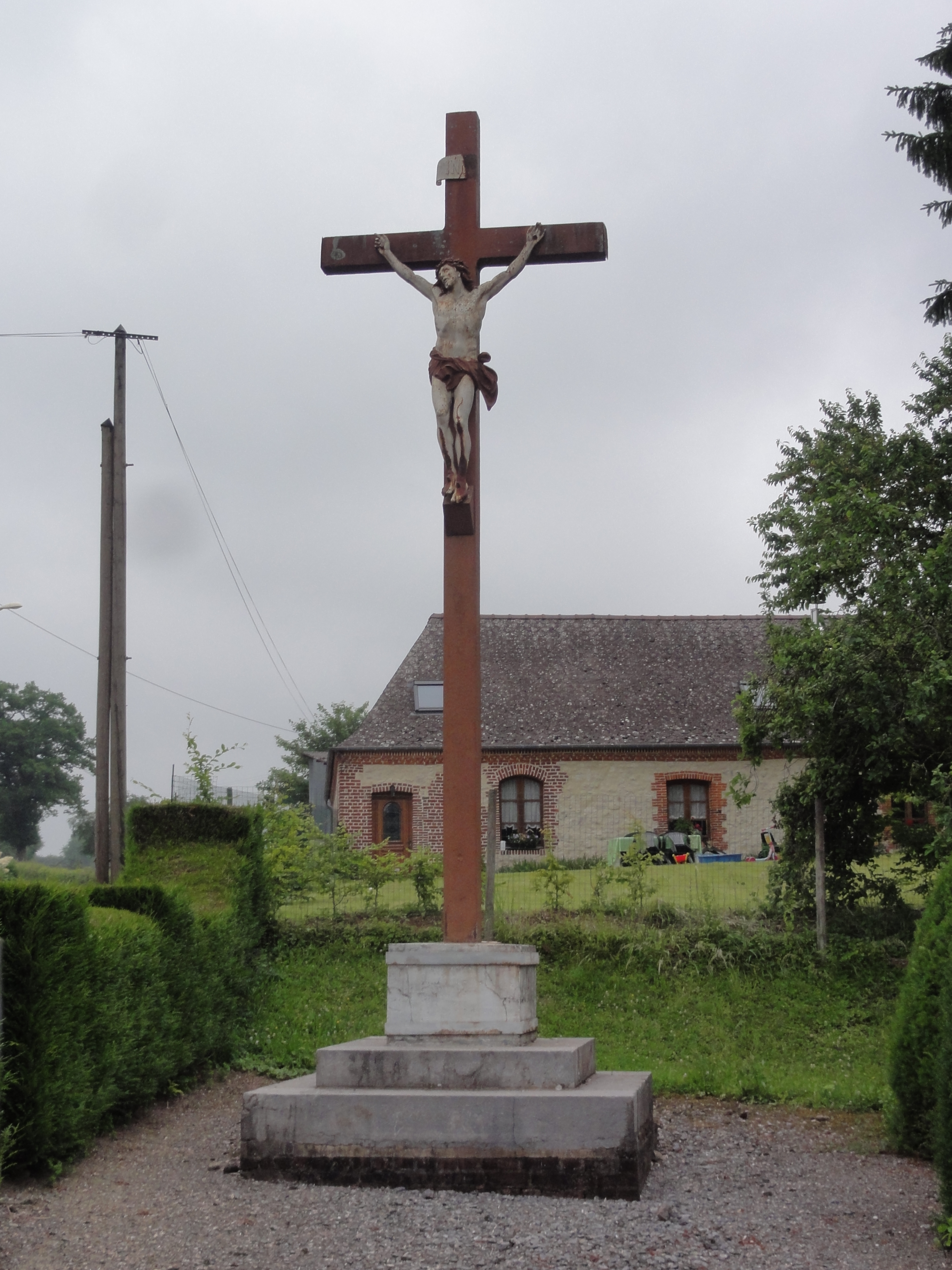
Wegkreuz
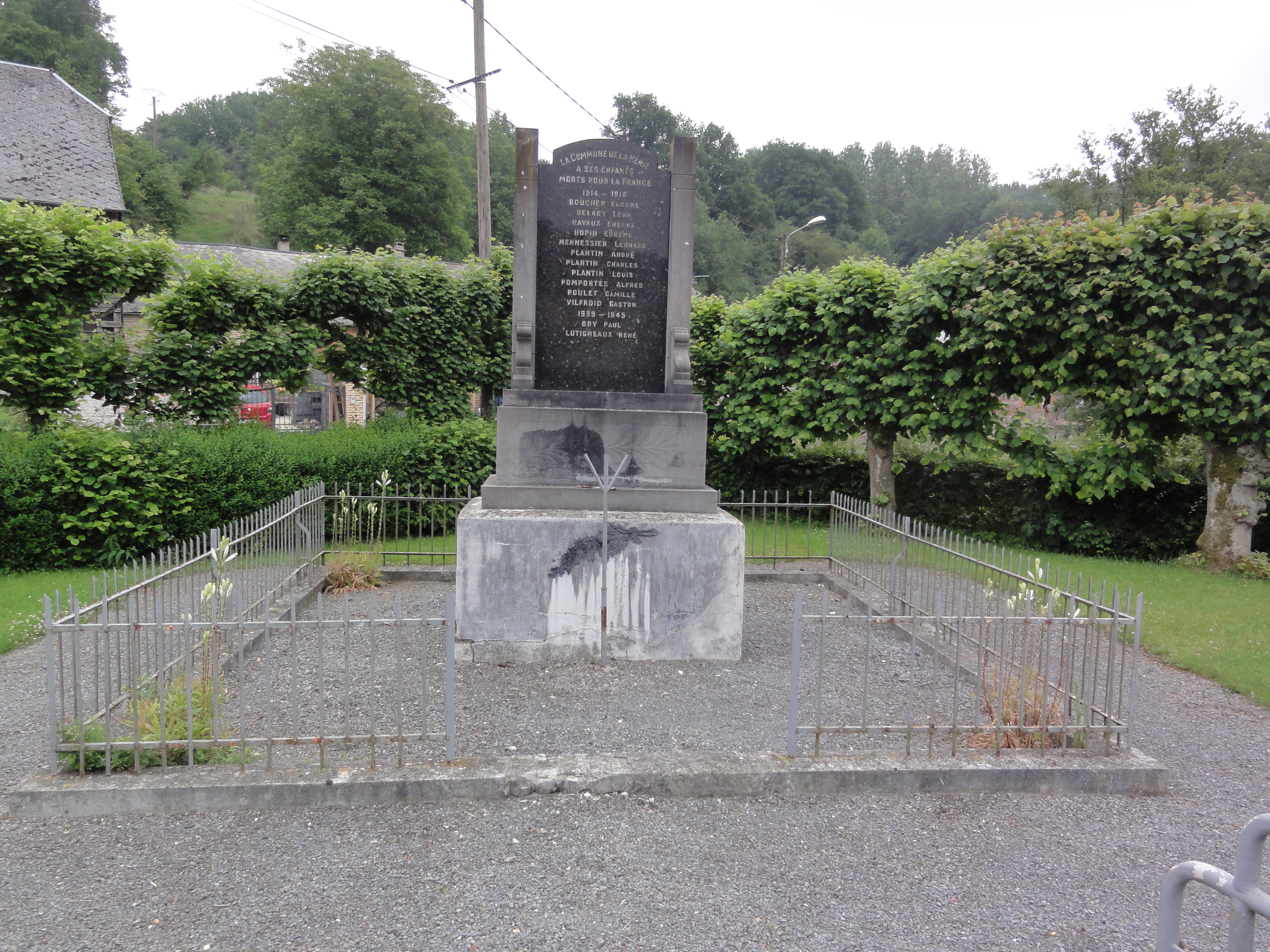
Gefallenendenkmal